# تیزی (کومونه)
تیزی (به ایتالیایی: Thiesi) یک کومونه در ایتالیا است که در استان ساساری واقع شده‌است. تیزی ۶۳٫۸۳ کیلومتر مربع مساحت و ۳٬۱۶۵ نفر جمعیت دارد و ۴۶۱ متر بالاتر از سطح دریا واقع شده‌است.

## نگارخانه

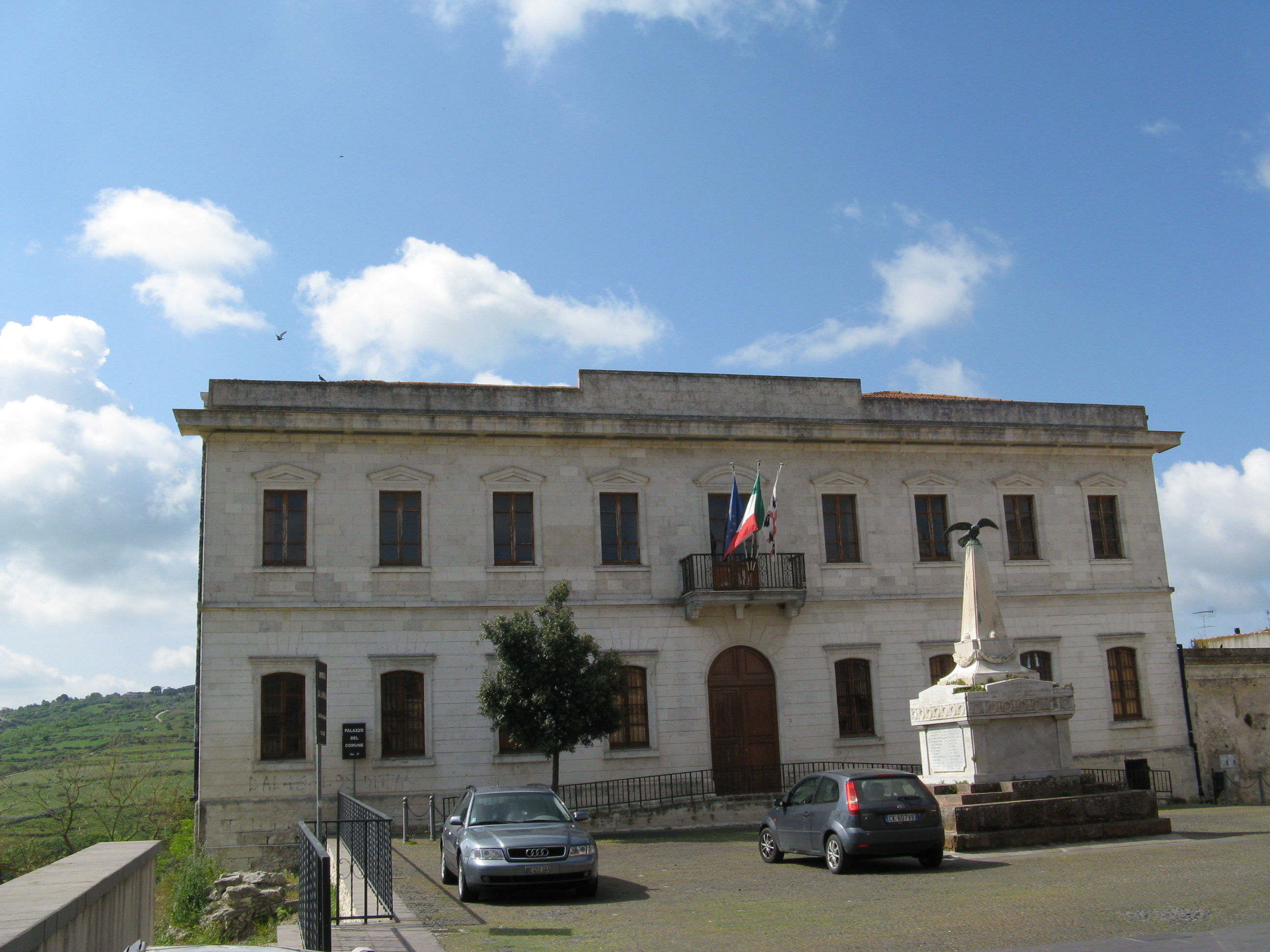
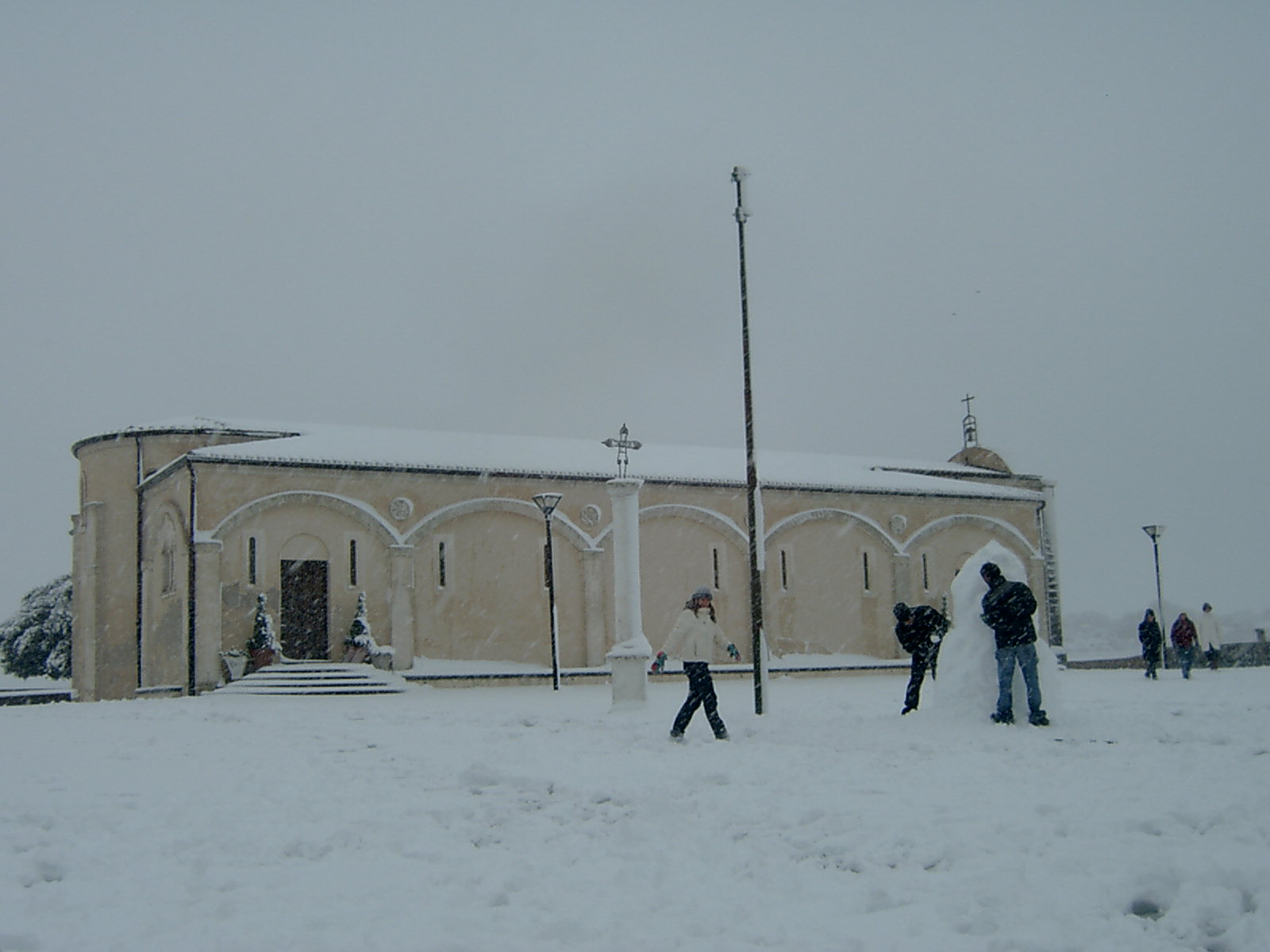
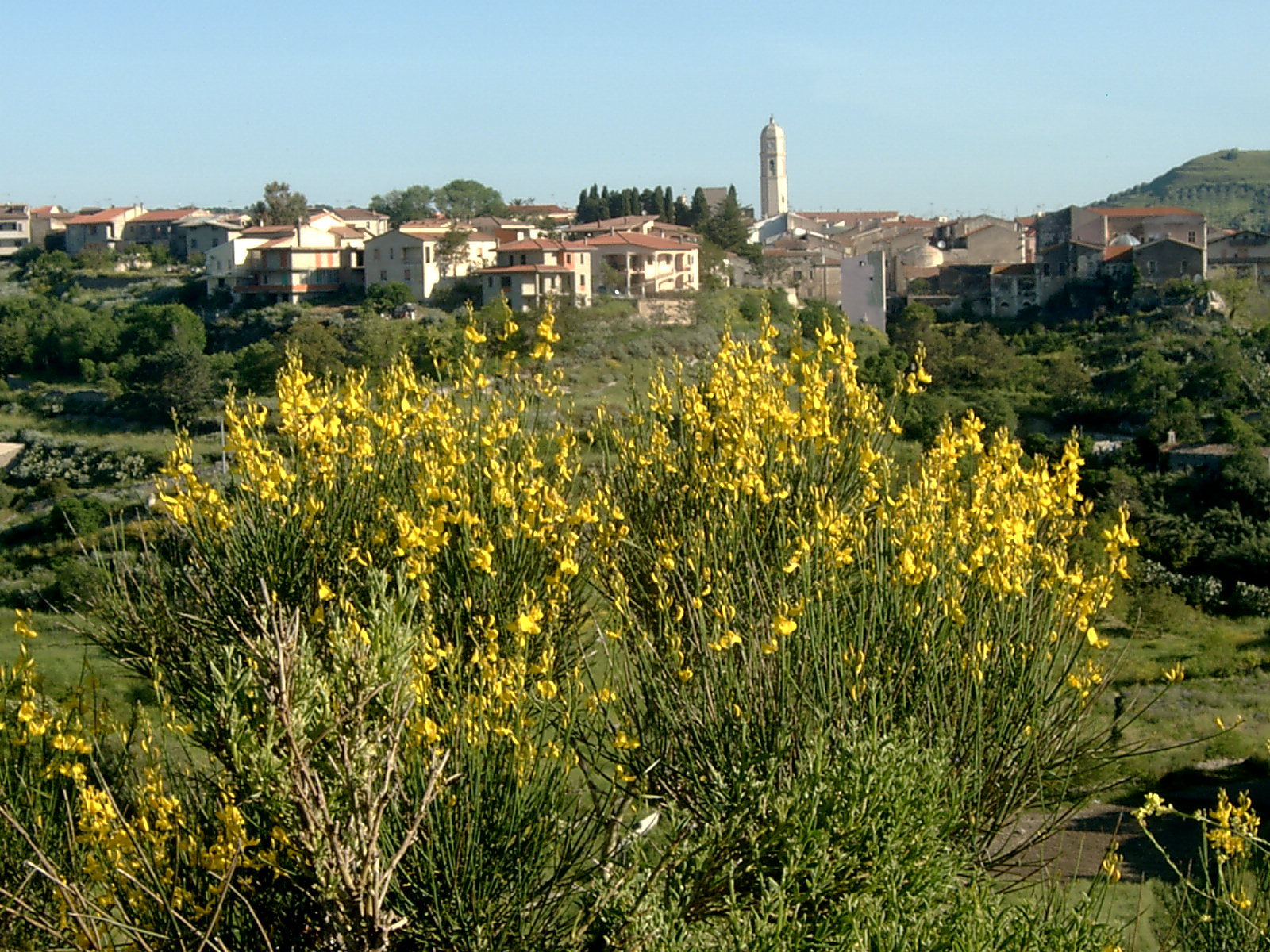
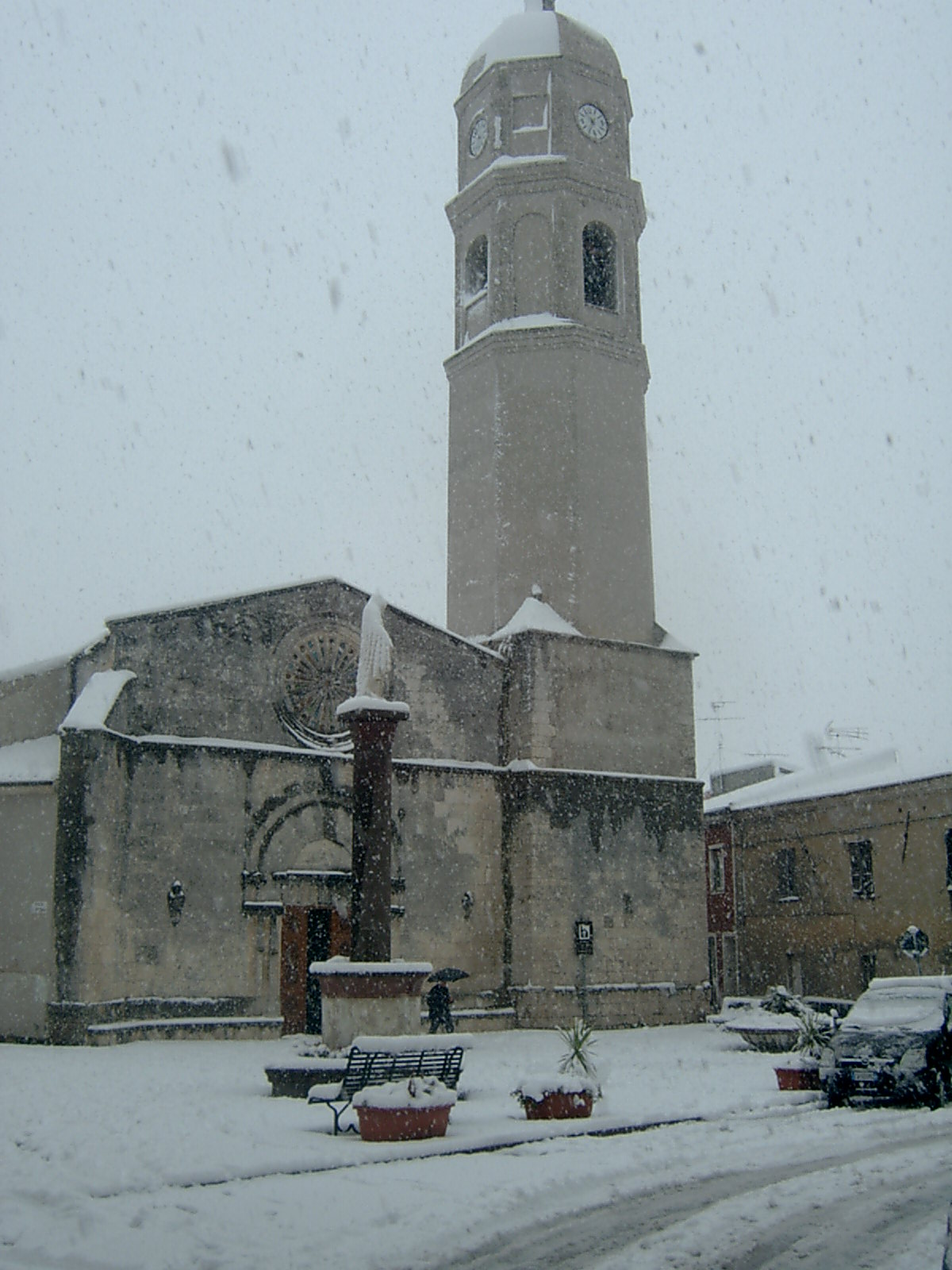